# Asamblea Nacional de Gambia
La Asamblea Nacional es el órgano unicameral que ostenta el poder legislativo en la República de Gambia.

## Composición y sistema electoral
La Asamblea Nacional es unicameral y se compone de 58 miembros que sirven durante cinco años. De ellos, 53 miembros son elegidos directamente, mientras que los cinco restantes son nombrados por el Presidente. Se elige un solo miembro por circunscripción electoral por mayoría simple.
El Portavoz y el Diputado Portavoz sólo pueden ser escogidos entre los miembros de la Asamblea nombrados por el presidente, no entre los electos.

## Historia
La representación legislativa sobre la base de sufragio universal en Gambia comenzó en mayo de 1962, cuando se celebraron elecciones para 32 escaños en la Cámara de Representantes. Estas elecciones fueron ganadas por el Partido Progresista del Pueblo (People's Progressive Party) o (PPP), dirigido por Dawda Jawara. Tras la independencia en 1965, el PPP siguió dominando la Cámara de Representantes, al ganar una serie de elecciones libres y democráticas en 1966, 1972, 1977, 1982, 1987 y 1992. Aunque los partidos de oposición estaban siempre presentes en la Cámara, nunca fueron capaces de arrebatar la victoria sl PPP. El gobierno de Jawara fue derrocado en julio de 1994 por un golpe militar dirigido por el Yahya Jammeh. La constitución y todas las instituciones elegidas, incluyendo la Cámara de Representantes, se disolvieron. Después del golpe, las actividades de los partidos políticos fueron prohibidas. La prohibición se levantó en agosto de 1996 tras la aprobación de una nueva Constitución, pero los tres partidos principales - el Partido Progresista Popular (PPP), y el Partido de la Convención Nacional (NCP)- siguieron estando prohibidos.
Las elecciones legislativas a la rebautizada Asamblea Nacional se llevaron a cabo el 2 de enero de 1997. El partido de Yahya Jammeh, la Alianza para la Reorientación y la Construcción Patriótica, ganó 33 de los 45 escaños; la oposición, el Partido Democrático Unificado, ganó siete; dos han recaído en el Partido de Reconciliación Nacional (PNR) y los independientes, mientras que la Organización Democrática Popular para la Independencia y el Socialismo obtuvo la plaza restante.
La Comisión Electoral Independiente levantó la prohibición sobre el PPP, GPP, y NCP en agosto de 2001, cinco meses antes de las siguientes elecciones legislativas programadas.